# Ussuchtschai
Ussuchtschai (russisch Усухча́й, lesgisch Усугъчай) ist ein Dorf (selo) in der Republik Dagestan in Russland mit 1881 Einwohnern (Stand 14. Oktober 2010).

## Geographie
Der Ort liegt etwa 175 km Luftlinie südsüdöstlich der Republikhauptstadt Machatschkala im östlichen Teil des Großen Kaukasus, gut 10 beziehungsweise 20 km entfernt vom 4142 m hohen Schalbusdag und dem 4466 m hohen Bazardüzü. Das Dorf befindet sich gut 7 km von der Staatsgrenze zu Aserbaidschan entfernt am rechten Ufer des Flusses Samur bei der Einmündung des namensgebenden Flusses Ussuchtschai.
Ussuchtschai ist Verwaltungszentrum des Rajons Dokusparinski sowie Sitz und einzige Ortschaft der Landgemeinde (selskoje posselenije) Selo Ussuchtschai. Der Ort ist fast ausschließlich von Lesgiern bewohnt.

## Geschichte
Das alte lesgische Dorf kam nach dem Anschluss des Gebietes an das Russische Reich und der Bildung der Oblast Dagestan 1860 zu deren Samurski okrug (mit Sitz im 15 km westlich gelegenen Achty). Im Bestand der 1921 gegründeten Dagestanischen ASSR wurde Ussuchtschai Verwaltungssitz des Abschnittes Dokus-Para (Dokus-Parinski utschastok), der jedoch 1928 im neu gebildeten Achtynski kanton (ab 1929 Rajon) aufging. Am 1. September 1934 kam das Dorf zum neu ausgegliederten Lesgischen Nationalrajon Dokuspara (Dokusparinski nazionalny (lesginski) rajon), dessen Sitz sich anfangs im 4 km östlich gelegenen Dorf Karakjure befand, aber bereits am 26. April 1935 nach Ussuchtschai verlegt wurde. Ende der 1930er-Jahre wurde der Nationalrajon in einen gewöhnlichen Rajon umgewandelt und am 14. September 1960 aufgelöst. Seit 24. Juni 1993 ist Ussuchtschai Sitz des wiederhergestellten Dokusparinski rajon.

### Bevölkerungsentwicklung
| Jahr | Einwohner |
| ---- | --------- |
| 1939 | 510       |
| 1959 | 1075      |
| 2002 | 1836      |
| 2010 | 1881      |

Anmerkung: Volkszählungsdaten

## Verkehr
Durch das Dorf verläuft die Regionalstraße 82K-016, die knapp 50 km nordöstlich bei Magaramkent von der föderalen Fernstraße R217 Kawkas (früher M29, zugleich Teil der Europastraße 119) abzweigt, dem Samur aufwärts folgt und von Ussuchtschai weiter über Achty nach Rutul führt. In Ussuchtschai zweigt eine Lokalstraße ab, die den Fluss Ussuchtschai aufwärts bis in die knapp 20 km entfernte, mit über 2500 m höchstgelegene Ortschaft Russlands Kurusch verläuft.
Die nächstgelegene Bahnstation befinden sich jeweils knapp 70 km nordöstlich in Belidschi und Samur an der Strecke Rostow am Don – Machatschkala – Baku.